# Wild Beauty (film 1927)
Wild Beauty è un film muto del 1927 diretto da Henry MacRae.

## Trama
Art Hemming, tornato dalla guerra, porta con sé, nel suo ranch in California, Valerie, una puledra che è riuscito a salvare da un bombardamento. Art si innamora di Nancy, la figlia del colonnello Cunningham, il proprietario di una scuderia che si trova in difficoltà finanziarie e che spera di superare i suoi guai vincendo una gara. Bull Kennedy, un suo concorrente, sente parlare di Thunderhoof, un magnifico cavallo selvaggio che lui intende catturare per sconfiggere il rivale. Thunderhoof, che è riuscito a fuggire, cerca di attirare Valerie. Quando Kennedy riprende Thunderhoof, Art gareggia per il colonnello in sella a Valerie, riuscendo a vincere. Con il premio, il colonnello può estinguere la sua ipoteca e Art conquistare il cuore di Nancy.

## Produzione
Il film fu prodotto dall'Universal Jewel (Universal Pictures). Fu la prima pellicola dell'Universal che aveva come protagonista il famoso Rex the Wonder Horse, un cavallo che aveva cominciato la sua carriera cinematografica nel 1924 e che, in totale, avrebbe girato una quindicina di film.

## Distribuzione
Il copyright del film, richiesto dalla Universal Pictures Corp., fu registrato il 30 giugno 1927 con il numero LP24136.
Distribuito dall'Universal Pictures e presentato da Carl Laemmle, il film uscì nelle sale cinematografiche statunitensi il 27 novembre 1927 dopo essere stato presentato in prima a New York il giorno precedente (26 novembre).

### Conservazione
Copia completa della pellicola si trova conservata negli archivi della Library of Congress di Washington.
Nel settembre 2005, la Grapevine Video ha distribuito il film in DVD in una versione di 65 minuti, insieme al cortometraggio Strictly Modern.